# Сальваторе Россіні
Сальваторе Россіні (італ. Salvatore Rossini; нар. 13 липня 1986) — італійський волейболіст, срібний призер Олімпійських ігор 2016 року.

## Виступи на Олімпіадах
| Олімпіада           | Дисципліна | Місце |
| ------------------- | ---------- | ----- |
| Ріо-де-Жанейро 2016 | волейбол   | 2     |